# Gobernador
Gobernador és un municipi de la província de Granada, a la comarca de Los Montes.

## Història
- Gobernador ha estat poblat des de la Prehistòria.
- Va ser objectiu d'incursions cristianes durant la Reconquesta.
- Va ser conquistat pels Reis Catòlics.
- El poble quedà despoblat per l'expulsió dels moriscs.

Després es va repoblar amb colons d'altres parts d'Espanya.